# Danny Baggish
Daniel (Danny) Baggish (Hagåtña, 19 augustus 1983) is een op Guam geboren Amerikaans darter, die uitkomt voor de WDF.

## Carrière
Baggish verscheen in 2007 en 2008 voor het eerst op het internationale toneel tijdens de PDPA Players Championships, waar hij in beide edities een wedstrijd won. Na die tijd nam hij enkel deel aan toernooien, georganiseerd door de American Darts Organisation (ADO). In 2019 nam hij als een van de acht Noord-Amerikaanse gekwalificeerden deel aan de US Darts Masters, waarin hij in de eerste ronde met 6–1 verloor van Daryl Gurney. Hij versloeg vervolgens Elliot Milk en Leonard Gates tijdens het North American Darts Championship. In de finale versloeg hij voormalig WDF-wereldkampioen Jeff Smith, wat betekende dat hij zich kwalificeerde voor het PDC World Darts Championship 2020. Hier verloor hij in de tweede ronde van Nathan Aspinall. Tevens won hij een CDC Pro Tour-evenement in Philadelphia, waarin hij Joe Huffman versloeg in de finale. Via deze CDC Pro-Tour plaatste Baggish zich opnieuw voor het WK in 2021. Op dit WK won Baggish in de eerste ronde met 3-2 in sets van Damon Heta. In de tweede ronde zorgde Baggish voor een stunt door tweevoudig wereldkampioen Adrian Lewis te verslaan. In de laatste 32 verloor Baggish uiteindelijk van Glen Durrant.
In 2021 won Baggish een PDC Tourkaart voor 2021/2022 door op de UK Q-School dertiende op de Order of Merit te eindigen.
Op de World Cup of Darts in 2022 kwam Baggish samen met Jules van Dongen uit voor de Verenigde Staten. In de eerste ronde namen de Amerikanen het op tegen Polen. In de beslissende leg gooide de Poolse Sebastian Białecki een 180, misste Baggish een matchdart voor een 160-finish en greep Krzysztof Ratajski via dubbel twintig met 5-4 de overwinning voor het Poolse duo.

## Resultaten op wereldkampioenschappen

### PDC
- 2020: Laatste 64 (verloren van Nathan Aspinall met 1–3)
- 2021: Laatste 32 (verloren van Glen Durrant met 2–4)
- 2023: Laatste 64 (verloren van Mervyn King met 2–3)